# Adam Lanza
Adam Peter Lanza (ur. 22 kwietnia 1992 w Exeter w New Hampshire, zm. 14 grudnia 2012 w Newtown w Connecticut) – amerykański masowy morderca, który 14 grudnia 2012 roku dokonał masakry w szkole podstawowej Sandy Hook w mieście Newtown w stanie Connecticut, podczas której zabił 26 osób, w tym 20 kilkuletnich dzieci i ranił dwie nauczycielki po czym popełnił samobójstwo. Wcześniej, chwilę przed masakrą, zastrzelił własną matkę w swoim mieszkaniu.
Masakra wstrząsnęła całymi Stanami Zjednoczonymi i resztą świata głównie ze względu na fakt, że ofiarami masakry były w większości kilkuletnie dzieci. Jego atak jest obecnie czwartą najkrwawszą masakrą dokonaną przez jedną osobę w historii Stanów Zjednoczonych, a w momencie jego dokonania był on drugim najkrwawszym tego rodzaju zamachem w tym kraju.

## Życiorys
Adam Lanza urodził się 22 kwietnia 1992 roku w Exeter w amerykańskim stanie New Hampshire. Jako małe dziecko Adam uczęszczał do Sandy Hook Elementary School. Jego matka Nancy Lanza rozwiodła się z mężem kiedy Adam miał ukończone 16 lat, po czym przeprowadziła się wraz z Adamem do Newtown. Zamieszkali w domku jednorodzinnym około 5 mil (8 km) od szkoły podstawowej Sandy Hook, w której Adam później dokonał masakry. Adam miał starszego brata Ryana, którego media, tuż po masakrze dokonanej przez Adama, zaczęły przez pomyłkę niesłusznie oskarżać o sprawstwo. Lanza nigdy nie był karany. Matka Adama Lanzy była zapaloną miłośniczką broni palnej, posiadała kilkadziesiąt jej sztuk i często zabierała swoje dzieci na strzelnicę.

### Edukacja
Lanza uczęszczał do szkoły podstawowej Sandy Hook jako kilkuletnie dziecko. Chodził do niej przez cztery i pół roku. W 2004 roku poszedł do gimnazjum Newtown Middle School. W tej szkole zaczęły się u Adama problemy z komunikacją z rówieśnikami, a ciągłe zmiany w ciągu jednego dnia, jakie następowały w szkole, miały wywoływać u niego silny niepokój lub strach. W pewnym momencie jego lęki miały stać się tak silne, że do szkoły została wezwana jego matka, która zadzwoniła na pogotowie i Adama zabrano do szpitala. W kwietniu 2005 roku został przeniesiony do nowej szkoły Saint Rose of Lima School, do której uczęszczał przez osiem tygodni. W wieku 14 lat poszedł do szkoły średniej Newtown High School. Lanza był w swojej szkole uważany za dziwnego, ale inteligentnego. Po masakrze w Sandy Hook jedna z jego byłych koleżanek powiedziała, że Adam Lanza z całą pewnością był geniuszem. Jego brat był natomiast jednym z najpopularniejszych dzieci w szkole. Nie jest jasne czy Adam miał jakichś bliższych przyjaciół w szkole. W późniejszym okresie dojrzewania Adama jego matka uczyła go w domu. Pod koniec 2008 roku poszedł na uniwersytet Western Connecticut State University, ale w 2009 roku przestał na niego uczęszczać.

### Problemy ze zdrowiem psychicznym
Już za czasów gdy Lanza był małym dzieckiem i uczęszczał do szkoły Sandy Hook zdiagnozowano u niego zaburzenia sensoryczne. Natomiast w wieku 13 lat zdiagnozowano u Lanzy zespół Aspergera. Rok później dokonano u niego jeszcze diagnozy zaburzeń obsesyjno-kompulsyjnych. Według jego matki miał bardzo często myć ręce i potrafił zmieniać skarpetki nawet 20 razy dziennie, w wyniku czego jego matka musiała raz robić trzy razy w ciągu dnia pranie. Czasami również zużywał opakowanie chusteczek w ciągu dnia, ponieważ brzydził się dotknąć klamki od drzwi gołą ręką. Lanzie przepisano antydepresant Celexa, ale brał go jedynie przez trzy dni, gdyż pojawiły się u niego objawy niepożądane. Jego ojciec w udzielonym już po masakrze wywiadzie stwierdził, że jego syn mógł za życia cierpieć na niezdiagnozowaną schizofrenię; amerykański psycholog Peter Langman, znany z badania spraw wielu masakr szkolnych na świecie, również sugeruje w swoich wypracowaniach o masakrze w Sandy Hook, że Lanza cierpiał na zaburzenia psychotyczne.

## Charakterystyka, światopogląd i aktywność w internecie
Lanza nigdy nie był karany, przed strzelaniną nie było też żadnych skarg dotyczących jego zachowania. Bywał nerwowy i nieśmiały kiedy znajdował się wśród rówieśników. Lanza miał problemy w nawiązywaniu relacji z nimi. Fryzjerka, która strzygła go gdy był jeszcze młodszy, powiedziała, że Lanza podczas wizyt siedział, ale nic nie mówił (...), myślałam, że to dziecko w ogóle nie może mówić. Jako starszy nastolatek i jako młody dorosły Lanza całe dnie spędzał w praktycznie całkowitej izolacji, grając w gry komputerowe i pisząc na forach poświęconych strzelaninom w szkołach. Szczególnie fascynował się masakrą w Columbine High School, strzelaniną na Northern Illinois University i masakrą w Virginia Tech. Lanza najprawdopodobniej nigdy nie był prześladowany w szkole, a rówieśnicy nie byli do niego nastawieni źle pomimo tego że znacząco różnił się od innych. Z drugiej strony, jeszcze jako młodsze dziecko, miał wypisać sobie na ręce słowa ugly (pol. brzydki) i loser (pol. przegryw), w gimnazjum miał mieć niską samoocenę i stwierdzić, że reszta ludzi zasługuje na życie na świecie bardziej niż on, a na studiach, już jako starszy nastolatek, miał popłakiwać i wymawiać podczas płaczu zdania w stylu dlaczego jestem jak ktoś przegrany?. Lanza najpewniej zdawał sobie sprawę z tego, że różni się od innych i to mogło powodować jego skrajnie niską samoocenę.
Lanza był bardzo aktywny w internecie. Najczęściej pisał na forach poruszających tematykę masakr szkolnych w USA i na świecie. Pisał na forum, które było wówczas znane jako Shocked Beyond Belief, na którym wyrażał swoje opinie na temat sprawców strzelanin w szkołach, ale także kultury i cywilizacji jako czynników, które, w jego opinii, przyczyniają się do tego rodzaju zamachów. Lanza stwierdził we wpisach m.in., że wychowywanie ludzkich dzieci jest wystarczająco przerażające i że spędza całe dnie myśląc o tym jak bardzo nienawidzę kultury, a także że horrory gore to żart w porównaniu z terrorem indoktrynacji kulturowej. Przyczynami jego skrajnej niechęci do kultury mogły być jego niepowodzenia życiowe i niemożność dostosowania się do reszty społeczeństwa. W jednym z wpisów ponadto użył w humorystyczny sposób angielskiego słowa therapist (terapeuta), łamiąc je na słowo The Rapist (gwałciciel) i uzasadnił to w ten sposób, że jego zdaniem, terapeuci są świeckimi duchownymi, którzy twierdzą, że znają jakąś prawdę, a jeśli ty robisz coś inaczej jak oni ci każą to jest źle. Dlatego nazywam ich gwałcicielami. Pragną przekazać ci swoje wartości przez wyru**anie umysłu. W innym z postów stwierdził, że jego największym marzeniem jest życie na wolności pośród małp. Stwierdził również w innym wpisie, że cywilizacja polega na indoktrynowaniu dzieci. We wpisach Lanzy chodziło najprawdopodobniej o przystosowywanie dzieci do życia we współcześnie rozwiniętym świecie, w zgodzie z normami społecznymi. W jeszcze innym wpisie odniósł się także do Erica Harrisa i Dylana Klebolda, sprawców masakry w Columbine, postrzegając ich jako niewinne ofiary cywilizacji. Lanza założył też konto na YouTube na którym jednak nie wstawiał filmów, ale zamieszczał na stronie pod filmami innych użytkowników komentarze dotyczące masowych morderstw. Również na angielskiej wersji językowej Wikipedii miał edytować artykuły o masowych morderstwach, używając kont Kaynbred i Blarvink. Na forach używał nicku Smiggles. Lanza ponadto napisał esej broniący pedofilii, która, według niego, powinna być zrównana z orientacją seksualną, stwierdził, że pedofile są poddawani dyskryminacji i nawoływał środowiska lewicowe oraz ruchy LGBT do wzięcia w obronę pedofilów. Stwierdził też, że nie powinien istnieć wiek zgody na kontakty seksualne, a w innym z wpisów krytykował zawieranie małżeństw. Ponadto na rok przed masakrą zadzwonił do programu AnarchyRadio prowadzonego przez anarchoprymitywistę Johna Zerzana, w którym opowiadał o głośnej sprawie udomowionego szympansa Travisa z Connecticut, który po dłuższej chwili funkcjonowania w ludzkim stylu miał oszaleć i zmasakrować twarz przyjaciółki swojej właścicielki, zanim został zastrzelony przez policję. Nie ma jednak żadnych dowodów na to, żeby polityczne i społeczne przekonania Lanzy mogły mieć jakikolwiek wpływ na podjęcie decyzji o popełnieniu przez niego masakry.

## Seksualność
Nie jest jasne jakiej orientacji seksualnej był Lanza, ani jaką miał tożsamość płciową. Na początku 2011 roku Lanza napisał na forum w internecie, że wykastrował się gdy miał 15 lat. Sekcja zwłok Lanzy nie została dotychczas udostępniona publicznie, więc nie wiadomo czy to prawda. Natomiast we wrześniu 2011 roku napisał, że myślał, że jest aseksualny, gdyż w wieku 14 lat bardzo mało ważył. Znajduje to swoje potwierdzenie w odkryciach dotyczących seksualności, że wyjątkowo niska masa ciała może przyczynić się do zmniejszenia libido. Lanza był według niektórych doniesień wręcz chorobliwie chudy. Jednakże inne jego wpisy sugerują, że nie był aseksualny. Na jednym z forów miał wyrażać swoje zainteresowanie użytkownikiem o nicku RegalSin, który był płci męskiej i ogłosił chęć wzięcia ślubu z nim. Nie jest jednak jasne czy były to szczere stwierdzenia czy żarty. Inne zagadnienie odnośnie do seksualności Adama Lanzy dotyczy kwestii pedofilii. Już po masakrze na komputerze Lanzy znaleziono materiały w mniej lub większym stopniu związane z pedofilią. We wpisie na jednym z forów stwierdził, że 50-latek, którego pociągają dojrzewające 12-latki nie jest pedofilem, ale jest nim 16-latek, którego pociągają 8-letnie dzieci. Wśród innych użytkowników forum Lanza miał reputację pedofila. Nie wiadomo jednak czy nim był, a jeśli był, to czy mogło to się jakkolwiek przyczynić do decyzji o dokonaniu masakry na dzieciach w Sandy Hook.

## Możliwe motywy
Motywy Lanzy pozostają nieznane. Nie wiadomo czym mógł być motywowany jego atak. Na jego komputerze, już po masakrze, znaleziono materiały opowiadające o byciu atakowanym przez dzieci. Nie jest jasne czy mogło to świadczyć o możliwych paranoicznych złudzeniach Lanzy. Wśród możliwych motywów Lanzy są wymieniane takie jak: paranoiczne złudzenia i opinie na temat dzieci, nienawiść do dzieci z powodu podatności na bycie indoktrynowanym przez kulturę, możliwa pedofilia i związana z nią frustracja seksualna, zazdrość wobec reszty ludzi z powodu ich bezproblemowego nawiązywania relacji z innymi i brak perspektyw na życie.

## Masakra
W dniu 14 grudnia 2012 roku Adam Lanza obudził się wcześnie rano i uzbroił się w posiadany przez siebie w pokoju karabin jego matki. Następnie wszedł do jej pokoju i zabił ją czterema strzałami w głowę. Po jej zastrzeleniu zabrał ze sobą jeszcze dwa pistolety matki, ponadto już po strzelaninie w bagażniku samochodu znaleziono strzelbę. Chwilę później pojechał samochodem swojej matki do szkoły Sandy Hook. O godz. 9:35 wdarł się siłą do budynku szkoły, rozbijając strzałami szklane drzwi. Na korytarzu zaczął strzelać do personelu, zabijając dyrektorkę i szkolną psycholog, po czym wszedł do dwóch klas i dokonał w nich masakry, zabijając dwadzieścioro kilkuletnich dzieci i cztery nauczycielki. W strzelaninie niegroźne rany odniosły zaledwie dwie osoby, którymi były nauczycielki, które znajdowały się na korytarzach. O godz. 9:40:03 Lanza popełnił samobójstwo, strzelając sobie z pistoletu Glock w tylną dolną część głowy. Masakra trwała 5 minut. Podczas ataku wyjątkowym bohaterstwem wykazała się 27-letnia nauczycielka Victoria Leigh Soto, która własnym ciałem zasłoniła dzieci przed kulami sprawcy, w wyniku czego zginęła.